# Jean-Baptiste Sipido

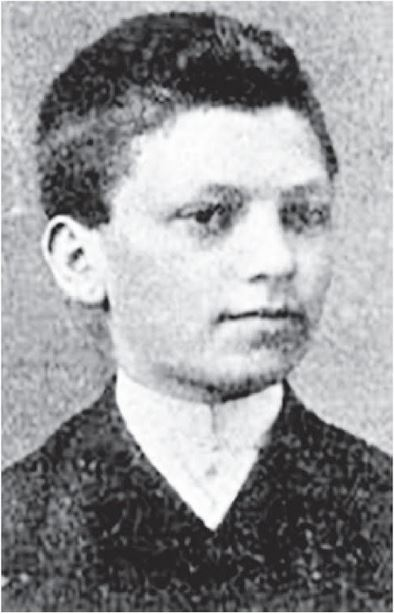
Foto van Sipido

Jean-Baptiste Victor Sipido (Brussel, 20 december 1884 – Cagnes?, 20 augustus 1959) was een Belgische anarchist die in 1900 te Brussel een mislukte aanslag pleegde op de Engelse kroonprins Edward. Hij kreeg een heropvoedingsmaatregel vanwege zijn jeugdige leeftijd en ontkwam bovendien naar Parijs, wat spanningen teweegbracht tussen de drie betrokken landen.

## Leven
Sipido kwam uit een kroostrijk gezin en werd door zijn vader opgeleid tot blikslager. Als vijftienjarige was hij politiek actief bij de Socialistische Jonge Wacht van Sint-Gillis, waar het gezin toen woonde. Hij kwam regelmatig in het Volkshuis, zo ook op de avond van 2 april 1900, toen hij met zijn vrienden Arthur Meert, Julien Meire en Gaston Peuchot de komst van de Engelse kroonprins besprak. Sipido wierp hen voor de voeten dat hij de kroonprins zou doden en ging daarover zelfs een weddenschap aan met zijn ongelovige kameraden. Ze hielpen hem een goedkope revolver aan te schaffen en vergezelden hem op 4 april naar het station Brussel-Noord. Toen de trein zich rond 17u15 in beweging zette, sprong Sipido op de treeplank van de koninklijke coupé. Zich hachelijk vastklampend aan een staaf, bracht hij zijn hand door het open raam in de wagon en vuurde hij vier keer op de kroonprins. Twee keer ketste zijn revolver en twee keer miste het schot doel, het laatste omdat stationschef Charles Crocius hem had vastgegrepen en met behulp van agenten tegen de grond worstelde. De enige gewonde die dag was de student Van Roy, die door omstaanders voor de dader werd gehouden en een stevige afrossing kreeg.  

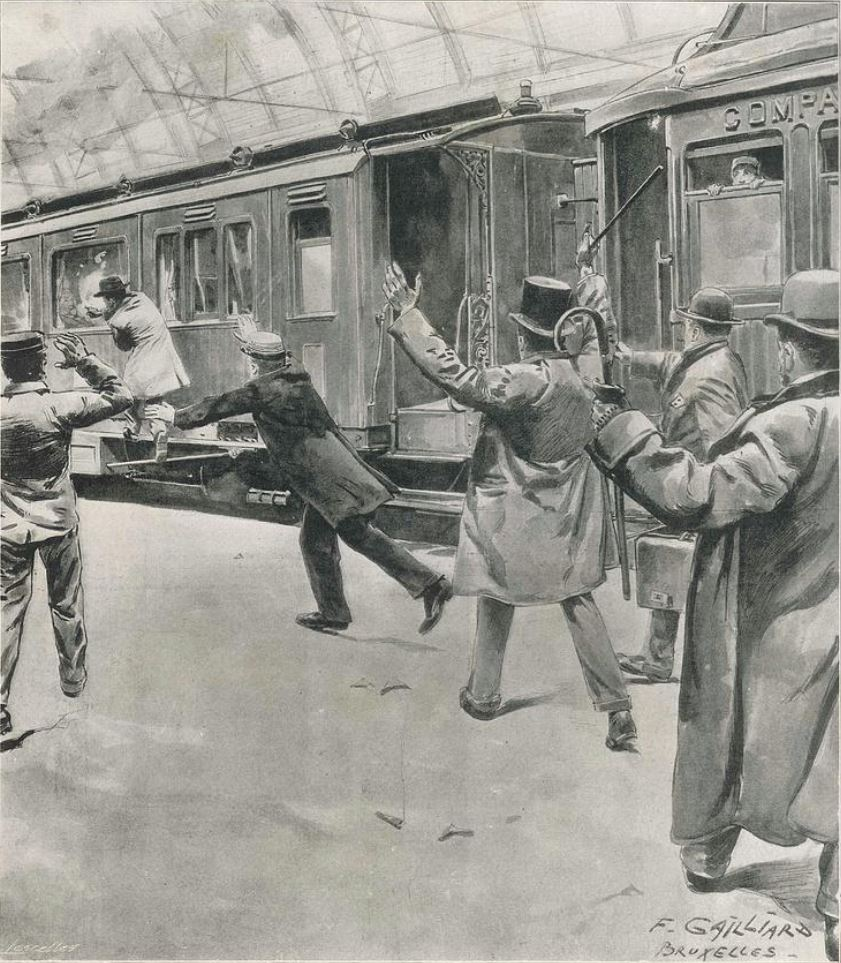
Weergave van de aanslag door Gailliard

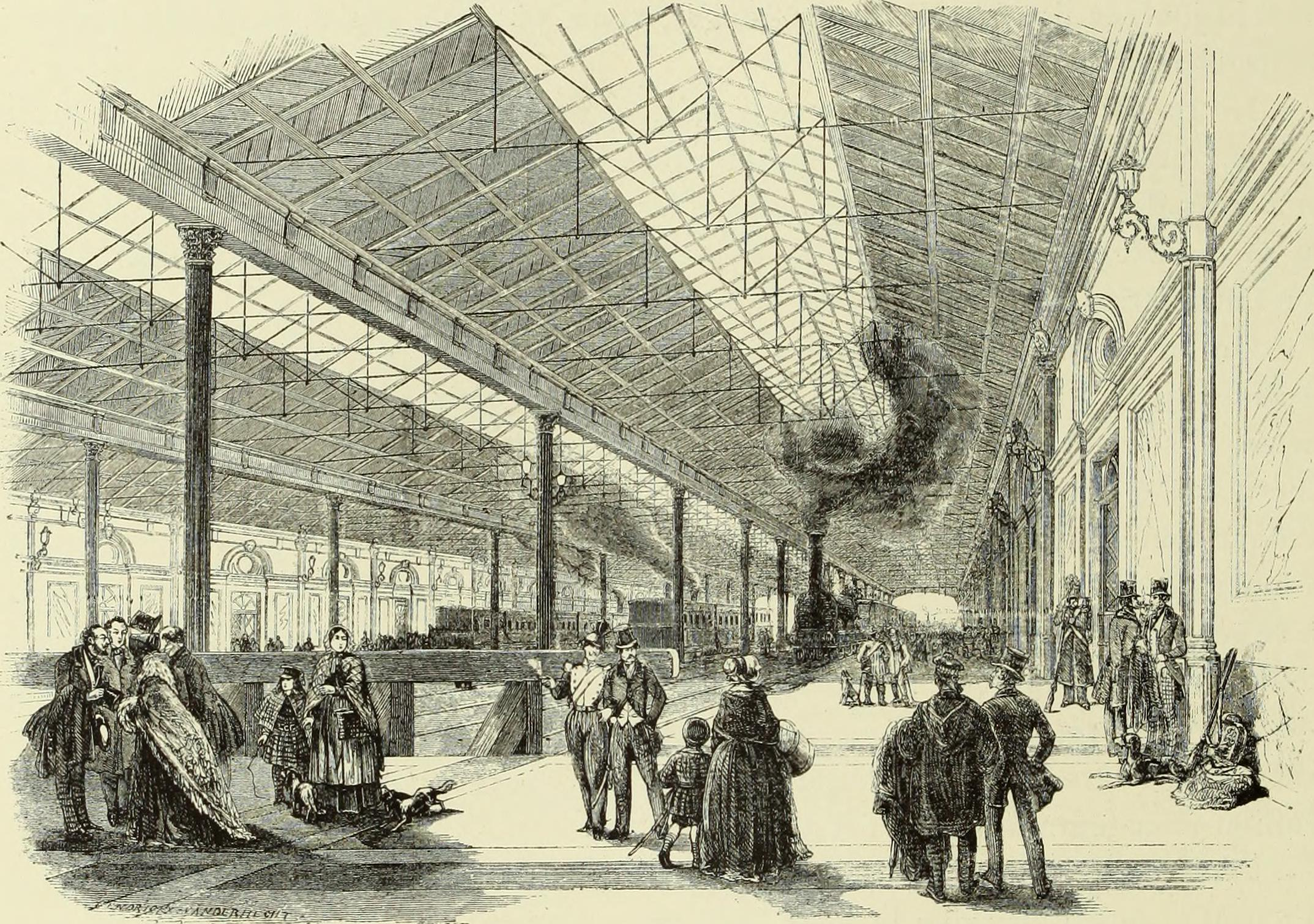
Het oude Noordstation, waar de aanslag plaatsvond

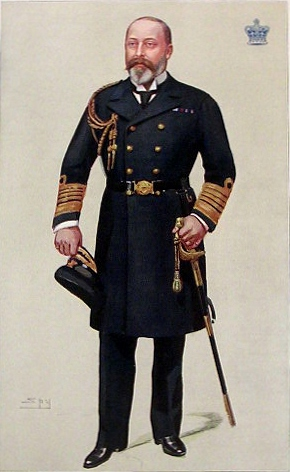
Edward in 1902, toen hij koning was geworden

Op zijn verhoor de volgende dag toonde Sipido geen enkele spijt, behalve over het feit dat hij gemist had. Hij zag de prins als een moordenaar die in Zuid-Afrika de slachting van duizenden op zijn geweten had. De Boerenoorlog en de Britse concentratiekampen beroerden in die tijd de publieke opinie, waarbij de onderbewapende boeren als vrijheidsstrijders golden. In afwachting van het proces werd Sipido met zijn opgespoorde kompanen opgesloten in de gevangenis van Sint-Gillis. Een assisenjury zou moeten oordelen of hij met onderscheidingsvermogen had gehandeld, voorwaarde om minderjarigen strafrechtelijk verantwoordelijk te kunnen stellen (hij was vijftien jaar en drie maanden op het ogenblik van de feiten terwijl de meerderjarigheid op 21 lag). Na een driedaags proces oordeelde het Assisenhof van Brabant op 5 juli dat Sipido niet schuldbekwaam was. Deze vrijspraak ging evenwel vergezeld van een terbeschikkingstelling van de regering tot zijn 21e overeenkomstig het jeugdrecht. Omdat deze opsluiting in een verbeteringsgesticht pas inging wanneer de veroordeling kracht van gewijsde had, werd Sipido voorlopig op vrije voeten gesteld. Hij haalde zijn spullen op uit de gevangenis, ging naar huis, wist onder het wakend oog van de rijkswacht uit te komen en nam de trein naar Parijs. Op 8 juli werd hij er gesignaleerd bij zijn oom, een kabinetmaker in de wijk Batignolles.  
De zaak nam nu internationale dimensies aan. Groot-Brittannië reageerde zeer vijandig op de vrijspraak en de vlucht van Sipido. Op 2 augustus sprak Balfour, leider van het Britse Lagerhuis, over een "ernstige en hoogst ongelukkige gerechtelijke dwaling" en verweet hij de Belgische regering dat ze Sipido niet had vastgehouden in afwachting van zijn opname. De Franse autoriteiten weigerden in te gaan op Belgische verzoeken tot uitlevering omdat hij geen veroordeelde misdadiger was. Sommige politiediensten noemden hem zelfs een politiek vluchteling, minderjarig bovendien. Koning Leopold II besloot persoonlijk tussen te komen om gedaan te krijgen wat zijn diplomaten en ministers blijkbaar niet konden. Hij verzekerde zijn Engelse nicht Victoria dat hij alles in het werk zou stellen om Sipido terug te halen, ook al omdat hij vreesde dat de affaire de Britse campagne tegen zijn "koloniale werk" alleen maar zou aanwakkeren. In alle discretie reisde de koning af naar Frankrijk, waar hij officiële ontmoetingen weigerde tot de zaak in orde was. Na gesprekken met president Loubet en regeringsleider Waldeck-Rousseau bereikte de koning een doorbraak. Sipido, die ondertussen blijkbaar in een circus werkte, werd op 26 oktober gearresteerd op aangeven van Belgische detectives. Hij werd onder zware bewaking op de trein naar België gezet, waar hij aan de grens werd gearresteerd. De operatie bracht de Franse justitieminister Ernest Monis in nauwe schoentjes: hij verdedigde zich op 7 november dat het om een eenvoudige repatriëring ging, maar de Chambre des Députés was van oordeel dat hij een onrechtmatige uitlevering had verricht. De volgende maand presenteerde Monis een nieuwe uitleveringswet in het parlement.  
Over het verdere leven van Sipido is weinig bekend. Hij moet eind 1905 vrijgekomen zijn uit het verbeteringsgesticht en trouwde wellicht in 1908 te Elsene met Julie Demunter. Klaarblijkelijk bleef hij politiek acief, want hij eindigde zijn beroepsleven als technisch en commercieel directeur van de Algemene Maatschappij van Belgische Socialistische Coöperaties. Na zijn pensioen ging hij wonen in Cagnes aan de Côte d'Azur.